# Unterhilgen
Unterhilgen ist ein Gemeindeteil von Altenmarkt an der Alz im oberbayerischen Landkreis Traunstein. Der Weiler liegt circa drei Kilometer nordwestlich von Altenmarkt und ist über die Bundesstraße 304 zu erreichen.

## Geschichte
Zur Obmannschaft Kirchberg im Landgericht Trostberg gehörten in der Mitte des 18. Jahrhunderts die Orte Angermühle, Berg, Dorfen, Hasenbichl, Irling, Kirchberg, Oberhilgen, Unterhilgen, Sankt Wolfgang und Thalham.

## Bevölkerungsentwicklung
| Jahr      | 1871 | 1925 | 1950 | 1970 | 1987 |
| Einwohner | 16   | 18   | 34   | 18   | 13   |

## Baudenkmäler
Siehe: Liste der Baudenkmäler in Unterhilgen